# Habitation Mamiel
L'habitation Mamiel est une ancienne plantation coloniale sucrière située aux Abymes, sur Grande-Terre, dans le département de la Guadeloupe en France. Fondée au XVIIIe siècle, elle est inscrite aux monuments historiques en 2006.

## Historique
Le site est occupé par une habitation-sucrerie depuis le XVIIIe siècle. La carte des ingénieurs du roi la mentionne en 1768 sous le nom de L'Espérance. Elle passe aux mains de Catherine Françoise Godemar Reverchon, veuve Mamiel en 1778. L'acte précise qu'il s'agit d'une importante habitation fabriquant du sucre terré et qu'elle dispose d'un moulin à vent (aujourd'hui disparu).
En 1863 l'habitation est équipé de machines à vapeur. Les propriétaires signent un engagement par lequel ils fournissent durant 20 ans leur production de cannes à l'usine Darboussier. Les bâtiments de la production de l'habitation sont progressivement délaissés et Darboussier rachète le domaine. Il y loge alors ses cadres dont, de 1900 à 1934, Camille Dain, par ailleurs maire des Abymes.

## Description
La maison du maître est établie sur un petit morne boisé, et a été construite aux environs de 1810. Elle est composée de plus de huit pièces, d’une surface totale de plus de 300 m2, entourée d'une galerie extérieure ouvert sur un jardin fleuri.
Elle compte quatre dépendances importantes : une maison de gardien en plain pied de 77 m2, une maison dite d'amis de 88 m2, une maison ancienne à deux étages dite « Maison Katia » de 69 m2, et une maison d'un étage de 70 m2 dite « Maison Clément ». Elle sert d'entrepôt dans les années 1960 et est régulièrement transformée durant le XXe siècle.
Une galerie est ajoutée dans les années 1950 unifiant la maison de maître aux annexes, donnant à l'ensemble un plan en U qui s'ouvre sur un bassin et un colombier qui n'est pas d'origine.
A l'intérieur de l'habitation le dallage des galeries est d'origine. Le salon présente un décor soigné où seuls les lambris sont postérieurs. Parmi le mobilier créole se distinguent un sofa à dossier incurvé de style Second Empire Ainsi que, dans la salle de bain, une baignoire en cuivre et sur l'étagère, un chauffe-bain à deux cheminées latérales coudées du XVIIIe siècle.
Dans le jardin, d'aménagement récent, se trouvent des vestiges de l'ancienne sucrerie : bâtiments d'exploitation et restes de machines.

## Galerie

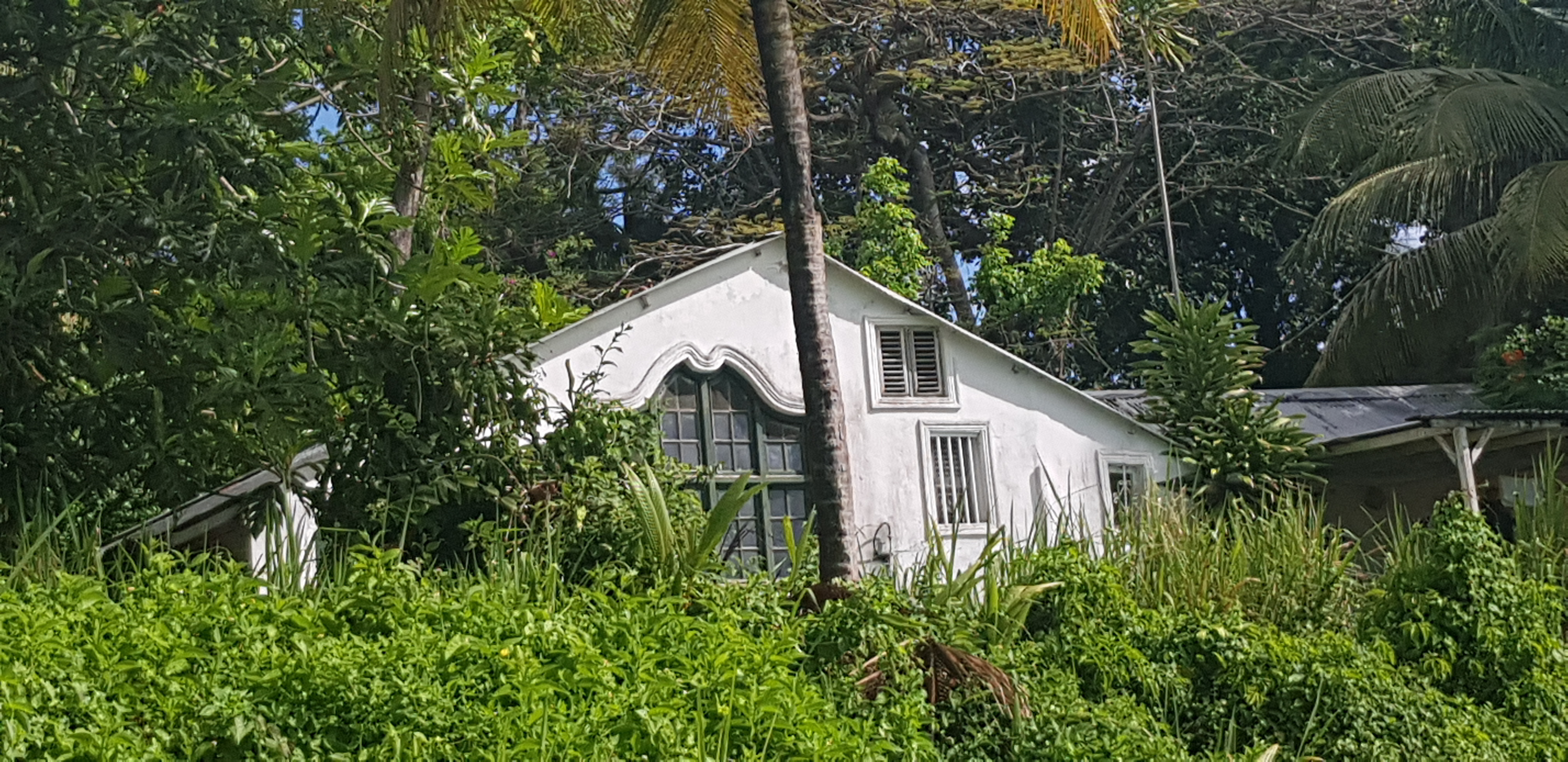
La maison de gardien
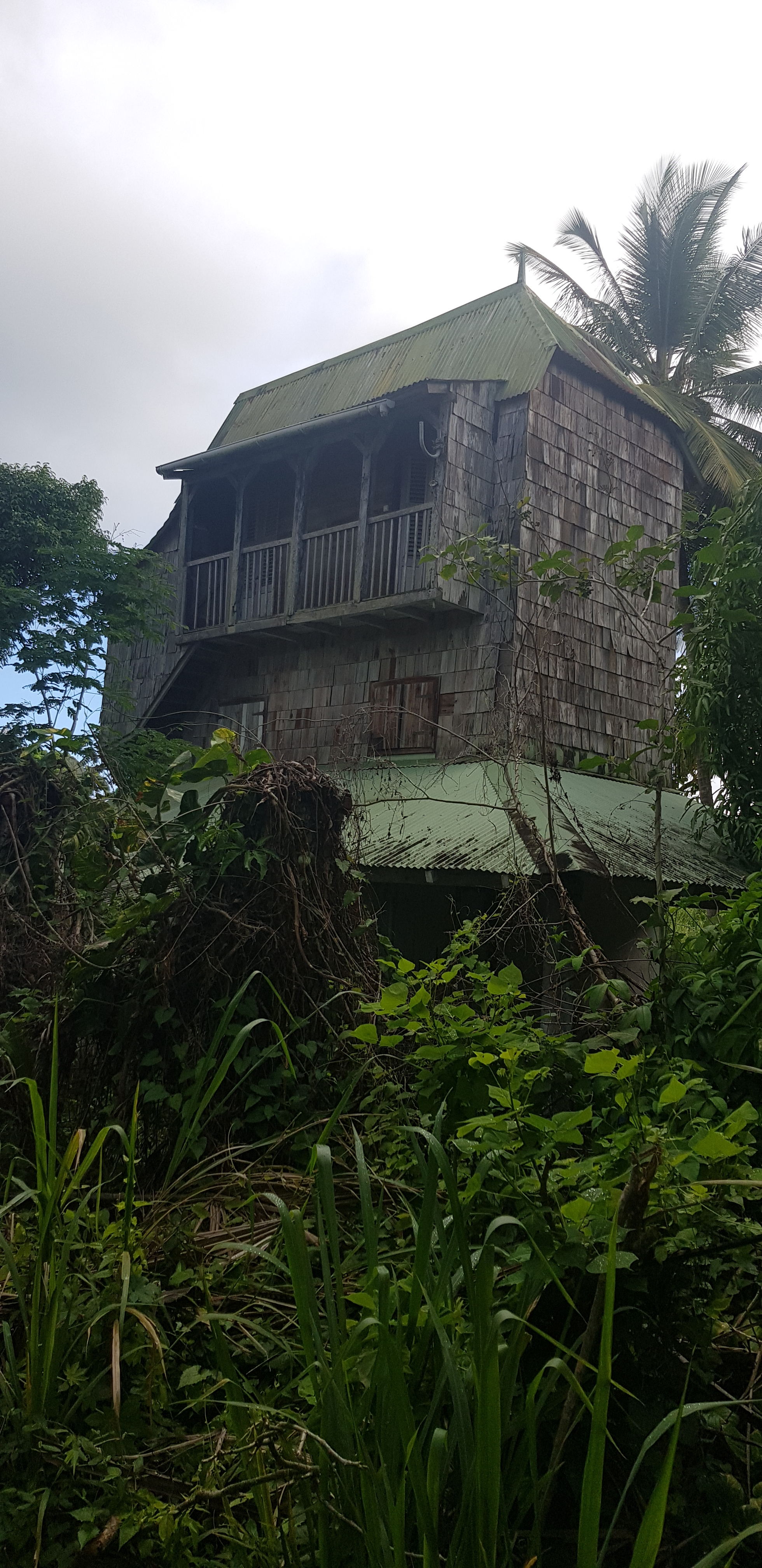
La maison Katia
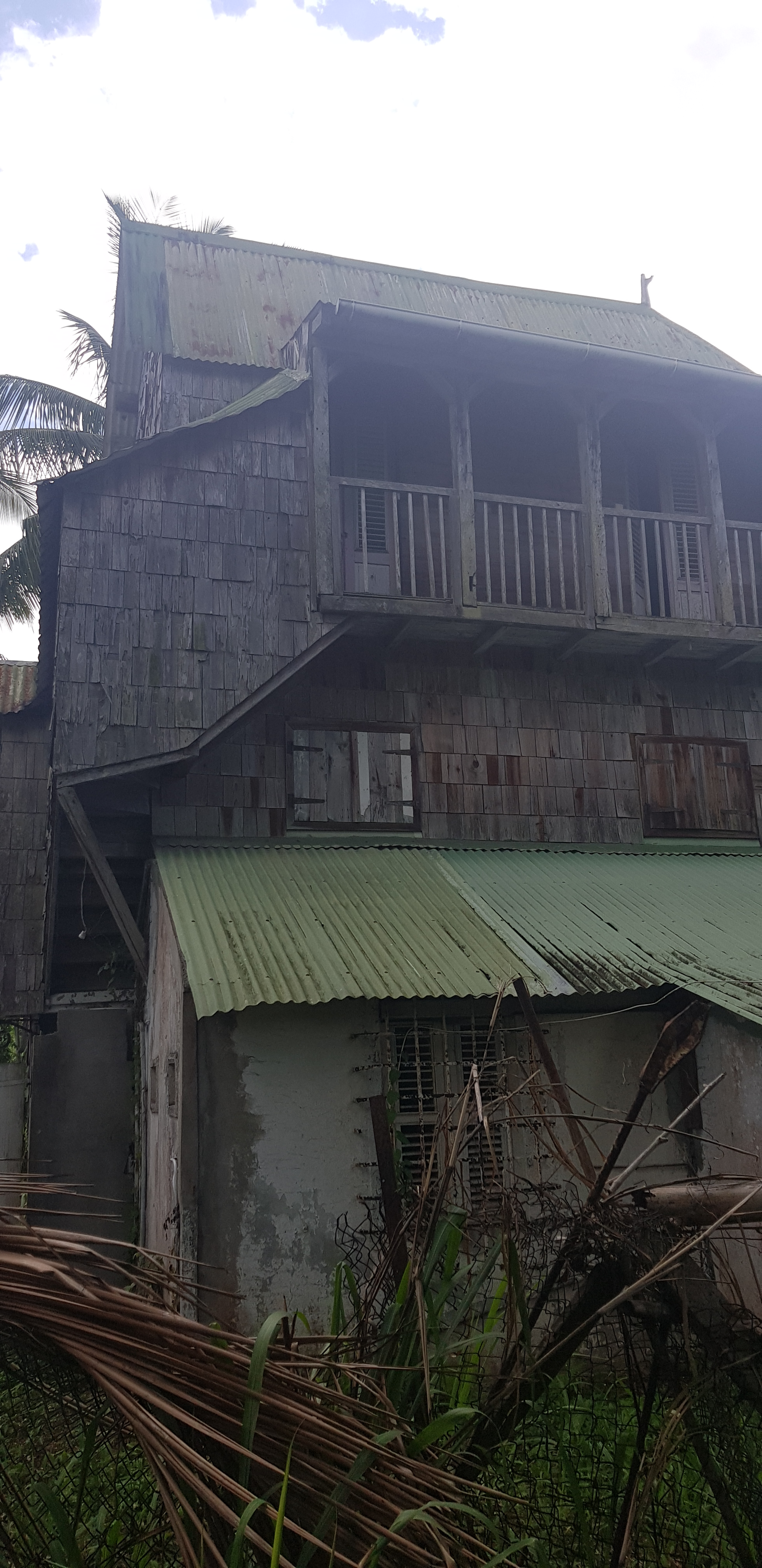
Façade de la maison Katia